# Thịt bò Tartare

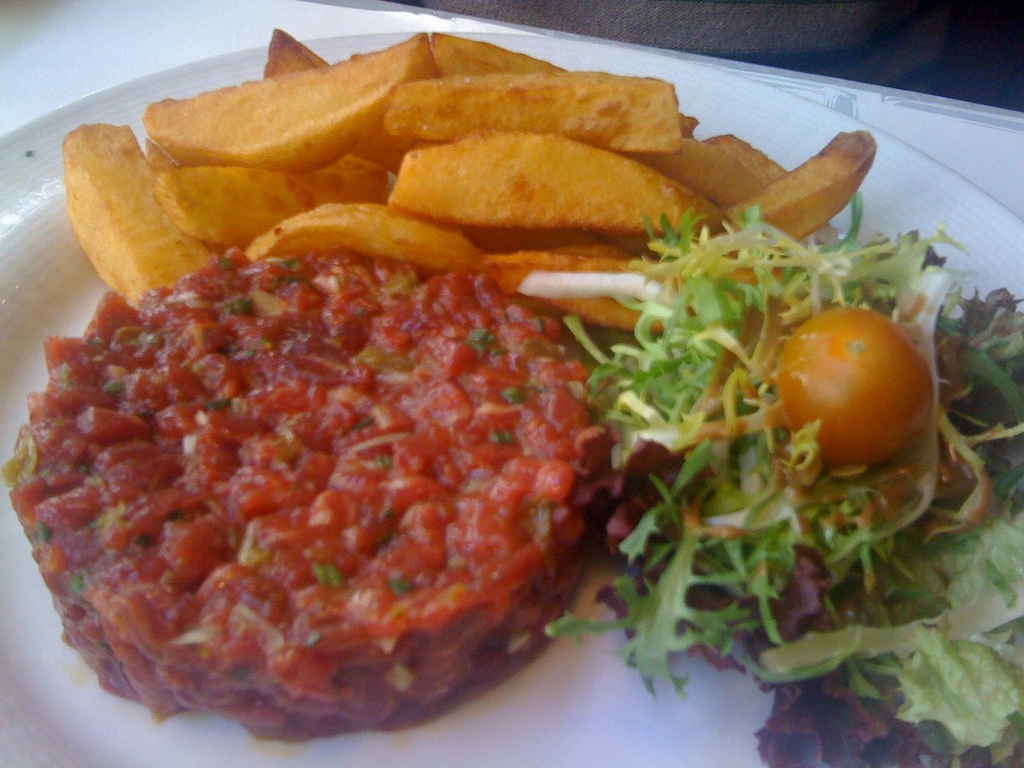
Steak tartare

Thịt bò Tartare (steak tartare) là một món thịt được làm từ thịt sống xay nhuyễn (nguyên liệu thịt từ các loại thịt bò hoặc thịt lợn hay thịt ngựa), đây là món thịt bò sống trộn nước xốt Tacta. Nó thường được ăn kèm với hành tây, cải bạch hoa (caper) và gia vị, sau đó thường kết hợp với tiêu xay, ớt tươi và nước sốt Worcestershire, đôi khi món này được dùng kèm với một lòng đỏ trứng sống, và thường là bánh mì đen.
Có nguồn gốc từ vài nước Trung Á (người Thát Đát) và là một món ăn xuất thân từ Trung Á nhưng lại quen thuộc với người châu Âu. Tên gọi tartare đôi khi được khái quát hóa cho các món thịt hoặc cá khác (cá hồi). Mặc dù ít phổ biến hơn so với nguyên bản, có một phiên bản phục vụ ở Pháp được gọi là Tartare aller-retour.

## Chế biến

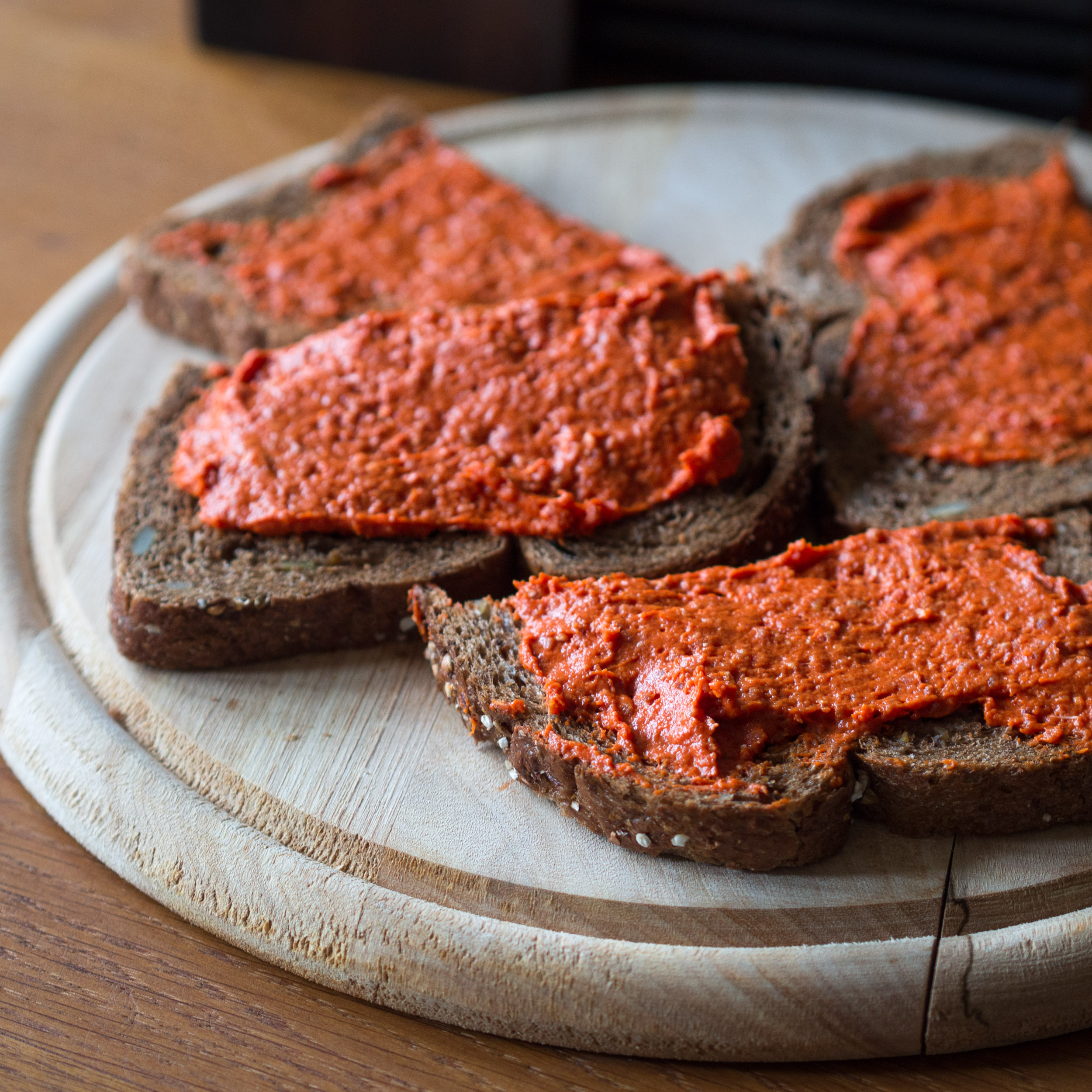
Thịt bò sống với bánh mì đen

Khi chế biến và phục vụ món Steak Tartare là cần phải có thịt bò ngon (thịt tươi).

## Ảnh hưởng

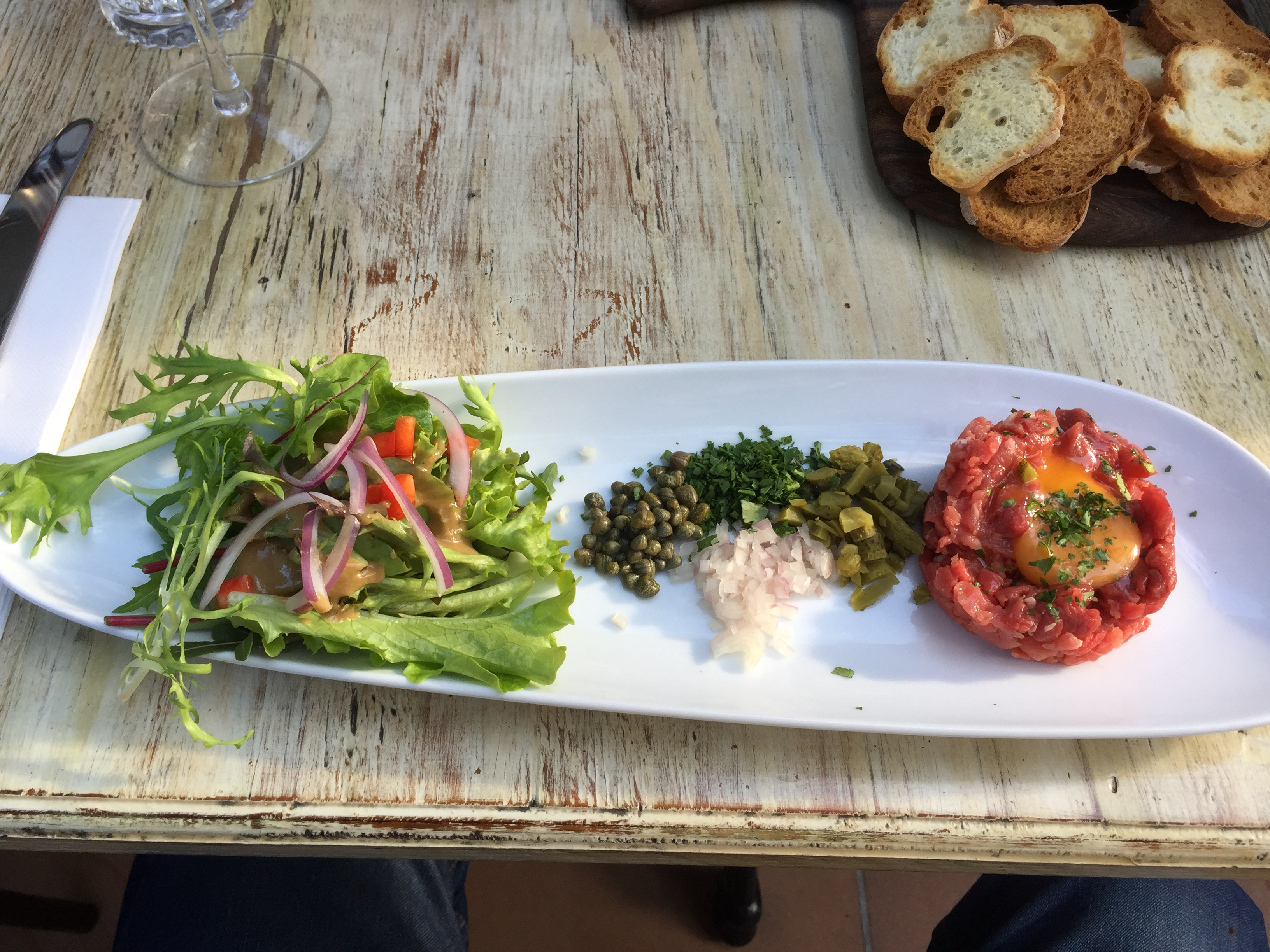
Phiên bản kiểu Pháp

Steak Tartare lại là món ăn được nhiều người yêu thích và đây cũng là món ăn từng được xếp vào danh sách 25 món nên thử. Món này cũng có mặt trong số các món nên thưởng thức khi đến châu Âu trong các cẩm nang du lịch. Khi ăn cần lưu ý vấn đề vệ sinh an toàn thực phẩm là yếu tố khiến cần cân nhắc trước khi thử một món ăn lạ này.

## Món ăn tương tự

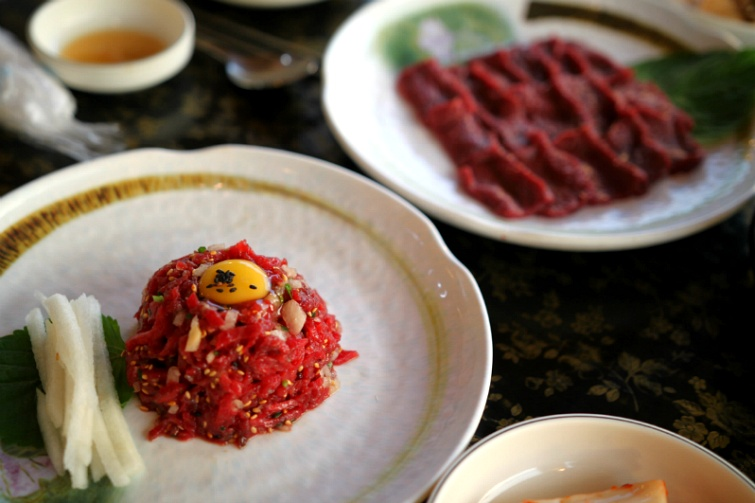
Món Yukhoe của Hàn Quốc

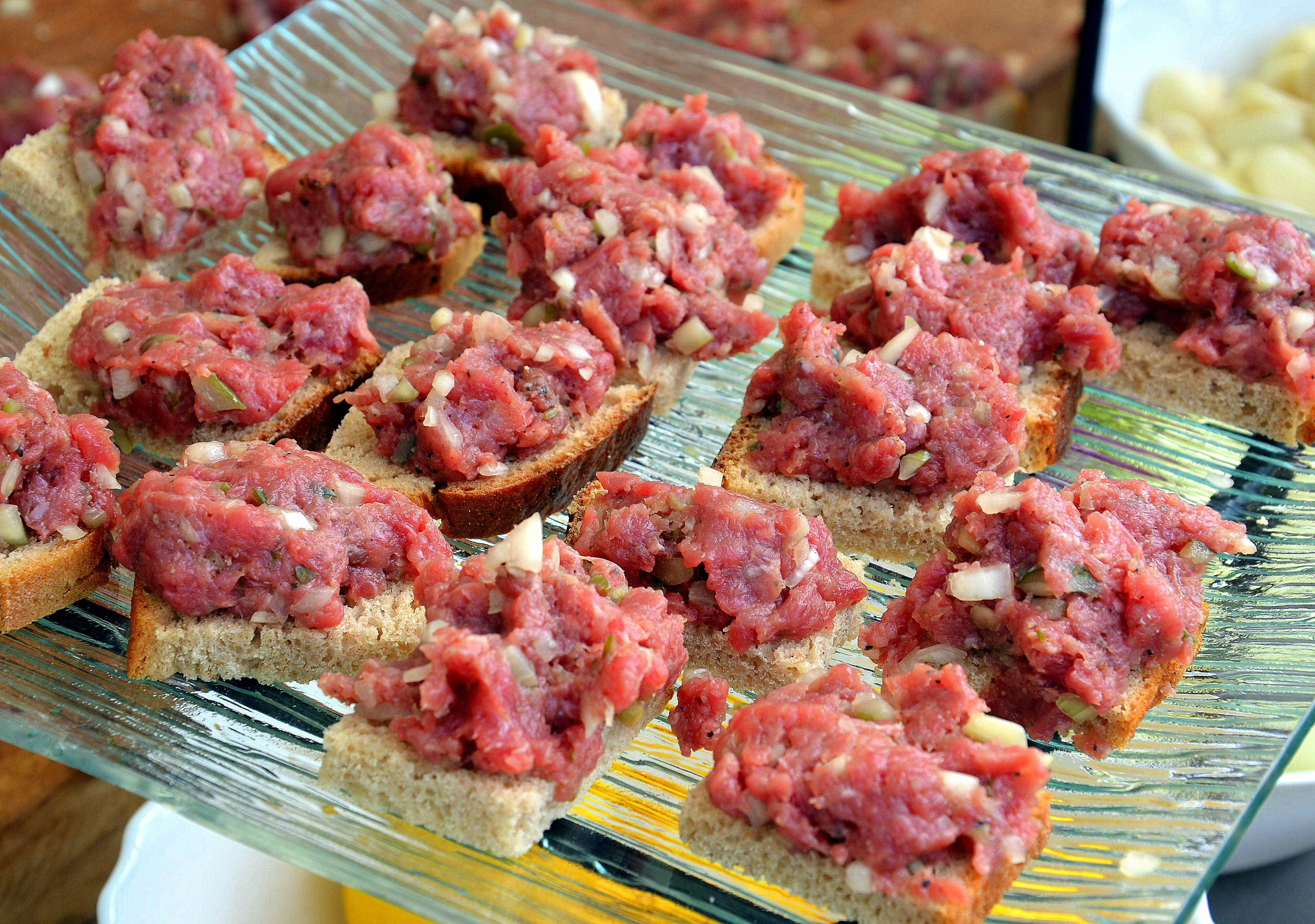
Thịt bò sống

Với loại thực phẩm nhiều chất dinh dưỡng và có hàm lượng amino acid cao này, nhiều dân tộc trên thế giới đã tìm cách ăn nó theo một cách tươi nguyên là ăn sống. Các món tương tự thịt bò Tartare có thể kể đến là:
- Món Crudos của Đức
- Món Kachila ở Nepal
- Món Yukhoe ở Hàn Quốc
- Nón Carpaccio ở Ý
- Món thịt bò tái kiểu Việt Nam
- Món bít tết Pittsburgh rare steak ở Mỹ